# Rinorea iliaspaiei
Rinorea iliaspaiei är en violväxtart som beskrevs av M. Jacobs. Rinorea iliaspaiei ingår i släktet Rinorea och familjen violväxter. Inga underarter finns listade i Catalogue of Life.